# Vibank
Vibank est un village de la Saskatchewan au Canada. Lors du recensement de 2016, il avait une population de 385 habitants.

## Personnalité notable
- Joe Erautt (en), un joueur professionnel de baseball

## Annexe